# Železniční trať Blansko–Vyškov
Železní trať Blansko–Vyškov je nerealizovaná železniční trať, která byla na začátku 20. století plánována z Blanska přes Jedovnice do Vyškova.

## Historie
V roce 1899 získal inženýr Antonín Nagy od Ministerstva železnice povolení k provedení předběžných technických prací pro železniční trať z Blanska přes Lažánky, Jedovnice, Podomí, Ruprechtov a Račice do Vyškova.
Dne 2. února 1900 byla v Jedovnicích uspořádána první schůze za účelem jednání o zřízení železniční tratě z Blanska do Vyškova. Na této schůzi byli zvoleni členové skupiny, která si dala za úkol realizovat trať z Blanska přes Jedovnice do Vyškova. V té době byly uvažovány dvě varianty tratě – první údolím Rakovce, druhá pak přes obce Senetářov, Podomí a Ruprechtov. Prvním jednatelem se stal Richard Ježek, člen zastupitelstva města Blanska.
Mezi nejvýraznější důvody pro výstavbu tratě byla nedostatečná infrastruktura na Drahanské vrchovině, která nedovolovala využít potenciálu přírodního bohatství. Dalším důvodem byla také doprava zaměstnanců za prací.[zdroj?]
Pracovní skupina se spojila s Ing. Nagym ze společnosti Continentale Eisenbahnbau & Betriebs Gesselischaft, aby vypracoval projekt plánované tratě. Ing. Nagy trať přes Ruprechtov označil za finančně nákladnější. Obě varianty byly Ministerstvem železnic označeny jako proveditelné. Přesto byla upřednostňována trať přes Rakovec. V roce 1901 byly náklady na stavbu trati vyčísleny na 3 200 000 K.
V Lidových novinách ze 4. června 1901 článek zmiňuje jednání Železničního výboru ve Vídni, ve kterém moravští poslanci Václav Šílený a Jan Heimrich upozornili na nedostatečnou hustotu železničních tratí na Moravě. Upozorňovali na nedostatečné investice do udržování i rozvoje tratí. Poukázali na potřebu výstavby železničního spoje z Vyškova přes Jedovnice, Blansko do Velké Bíteše a dalších.
V roce 1905 byl vypracován plán tratě, který naznačoval detailnější pohledy na plánovanou dráhu. Ze zákresu lze vyčíst, že obě konečné stanice byly plánovány samostatně, bez napojení na již postavená nádraží v Blansku a Vyškově. Oba konce měly být ale napojeny na tratě Brno – Česká Třebová a Brno–Přerov manipulační kolejí. V této studii byla také naplánována zastávka Ruprechtov v údolí mimo obec, v dnešní lesní trati U Zabitého. Od Ruprechtova a Bukovinky byla plánována výstavba příjezdové silnice. Projektová dokumentace však k uvažované trati nebyla nikdy vytvořena, proto chybí detailní informace o technických parametrech.[zdroj?]
V roce 1909 vydal stavební rada Samohrd brožuru Železniční projekty a stavby na Moravě. Samohrd v ní upozorňoval na potřebu soustavného řešení železničních otázek celé země. Mezi tratěmi, které jsou v brožuře zmiňovány, coby ty, které jsou v plánu již delší dobu, je také trať o délce 33 km z Blanska do Vyškova. Tuto zmiňovanou považoval za důležitou z toho důvodu, že ulehčí přetížené dopravě na již postavených tratích.[zdroj?]
V Lidových novinách uveřejnil 25. ledna 1910 František Hodáč článek s bližšími informacemi o plánované trati Blansko–Vyškov. Trať měla začínat odbočkou u nosálovického skladiště ve Vyškově z trati Brno–Přerov. Poté měla pokračovat se stanicemi Drnovice, Račice, Ruprechtov-Bukovina, zčásti údolím potoka Rakovec k Jedovnicím, odtud pak přes Lažánky a podél Rudice do Blanska.
Do vypuknutí první světové války se však nic z výše plánovaného nestihlo realizovat. Další pokusy o vybudování trati proběhly po vzniku Československa. V říjnu 1920 proběhlo v plánovaném prostoru šetření Ředitelstvím československých drah v Brně. Zde bylo zjištěno, že dráhu by využívalo 39 tisíc lidí. Po šetření byly náklady na stavbu tratě vyčísleny na 40 625 000 Kč.
V roce 1922 byla formulována obcemi Moravského krasu petice za postavení trati Blansko–Vyškov. Petice se také postavila proti plánované dráze Líšeň – Křtiny – Jedovnice – Ostrov – Sloup. V průběhu 20. let 20. století však postupně byly z důvodu nedostupných finančních kapacit snahy o výstavbu tratě utlumeny. Posledním pokusem bylo jednání z 22. března 1927, kdy s ministerským radou Ing. Čechem z Ministerstva železnic jednali zástupci stavbou dotčených obcí. Skutečnost, že se jednalo o místní dráhu, právě stavělo obce do pozice, že by si musely vytvořit projekt z vlastních finančních zdrojů, protože ministerstvo na projektech místních drah nepracovalo.